# Fairbairn-Sykes-dolken

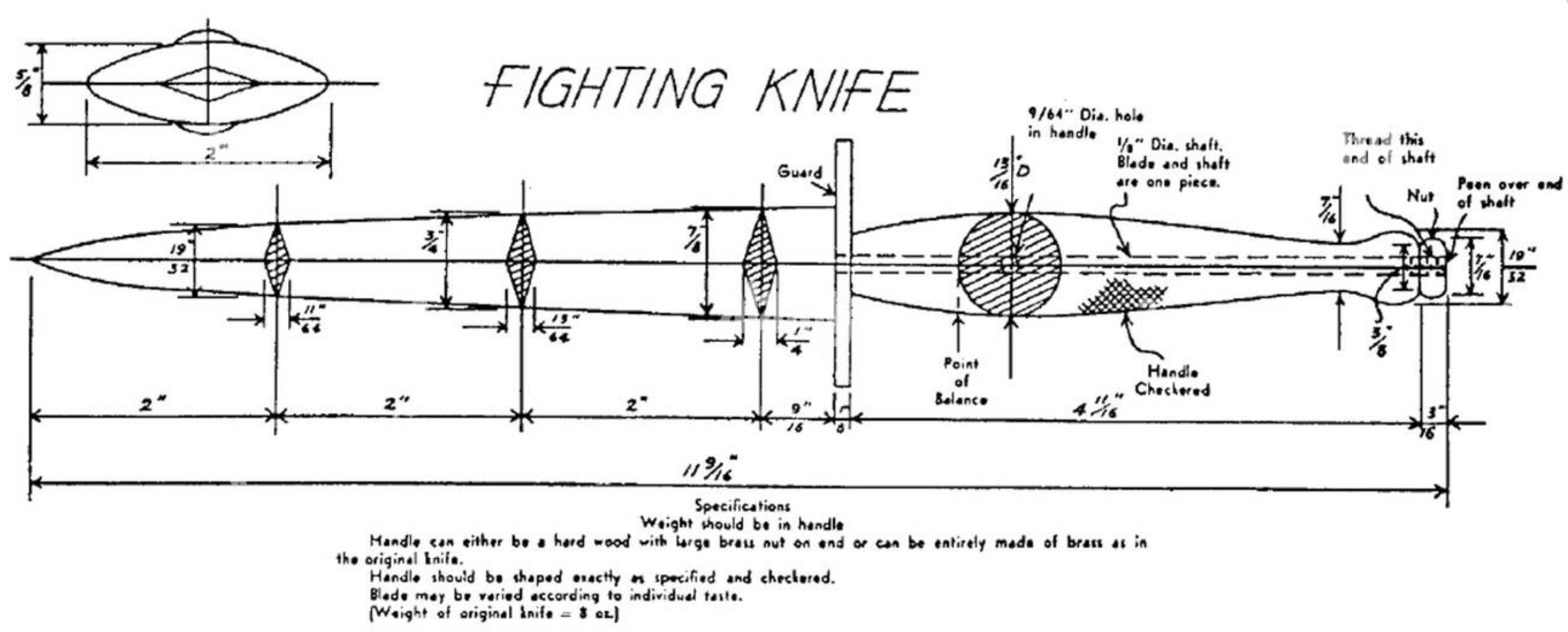
En Fairbairn-Sykes närstridskniv.

Fairbairn-Sykes-dolken (Fairbairn-Sykes Fighting Knife) var en typ av närstridskniv framtagen under andra världskriget. Kniven skapades av Eric Anthony Sykes och William Ewart Fairbairn.
Fairbairn, Sykes samt den mindre kände överstelöjtnanten vid marinkåren Samuel Yeaton utvecklade en förlaga till Fairbairn-Sykes dolken, en bredbladig och stark kniv för slagsmål på kortdistans under sin gemensamma tid i Shanghai 1935-40.
Det var en av dessa kampknivar som Fairbairn hade med sig till tillverkaren Wilkinson Sword och som blev urtypen för den berömda Fairbairn Sykes Fighting knife. De tillverkades av det bästa stål som gick att fås på den tiden dvs Lee Metford bajonett M1888.
Dolken användes under andra världskriget av brittiska kommandoenheter, bland annat det 1941 bildade Special Air Service.
Under tiden i Shanghai Municipal Police träffade Fairbairn, Sykes och Yeaton också en annan amerikan, Rex Applegate, som blev en av Fairbairns mest kända elever. Applegate tog efter kriget upp idén och resultatet blev Applegate/Fairbairn kniven, först tillverkad av knivtillverkaren Al Mar.